# 2025 год в телевидении
Список «2025 год в телевидении» описывает события в мире телевидения, произошедшие в 2025 году.

## События

### Январь
- 1 января
  - Прекращение вещания украинской версии американского развлекательно-юмористического телеканала «Comedy Central» совместного с «1+1 Медиа» и «Paramount International Networks» из-за низкого рейтинга[1].
  - Прекращение вещания французской версии детского телеканала «Disney Channel» из-за окончания соглашения с «Canal+»[2].
  - Возобновление самостоятельного вещания регионального телеканала «11 канал. Экспресс»[3].
  - Возобновление самостоятельного вещания, смена логотипа, графического оформления и перезапуск украинского телеканала «Zoom».
  - Прекращение вещания регионального телеканала «Живем в Нижнем»[4].
  - Прекращение вещания общекавказского развлекательного телеканала «9 Волна»[5].
- 7 января
  - Прекращение спутникового вещания международной версии телеканала «RTG» ― «RTG International»[6].
  - Закрытие испанской версии детского телеканала «Disney Channel», проработавшего на протяжении 26 лет (почти 27 лет)[7].
- 15 января — Начало вещания телеканала «Патриот»[8].
- 19 января — Прекращение вещания телеканала «London Live»[9].

### Февраль
- 21 февраля — Начало вещания телеканала «Госфильмфонд. Машина времени»[10].
- 25 февраля — Начало вещания телеканалов «Дом кино», «Музыка Первого», «Бобёр», «Время», «О!», «Телекафе» и «Катюша» в стандарте высокой чёткости (HD)[11].
- 28 февраля — Закрытие телеканалов от Disney на территории Бразилии — «Disney Channel», «FX», «BabyTV», «Star Channel», «Cinecanal» и «National Geographic»[источник не указан 117 дней].

### Март
- 1 марта — Ребрендинг российского познавательного телеканала «HDL» в «Точка РФ»[12].
- 5 марта — Начало вещания телеканала «Русская история»[13].
- 10 марта — Смена логотипа и графического оформления российских региональных телеканалов «Волга» и «Волга-24».[источник?]
- 24 марта — Смена логотипа графического оформления и названия российского регионального телеканала «Первый Ярославский» на «ЯПервый».[источник?]
- 26 марта — Смена графического оформления трех фильмовых телеканалов «.red», «.black» и «.sci-fi».[источник?]
- 28 марта — Начало вещания «Пятого канала» в стандарте высокой чёткости (HD)[источник не указан 117 дней].
- 31 марта — Переход регионального телеканала Чувашской республики «ЮТВ» на формат вещания 16:9.[источник?]

### Апрель
- 12 апреля — Ребрендинг российского музыкального телеканала «Ля Минор. Мой музыкальный» в «Музыка Live»[14].
- 25 апреля — Смена графического оформления музыкального телеканала «Bridge».[источник?]

### Май
- 1 мая
  - Прекращение вещания казахстанского телеканала «El Arna» и объединение с телеканалом «Хабар»[15].
  - Прекращение вещания грузинского телеканала «Главный канал»[16].
- 5 мая — Начало вещания музыкального телеканала «Bridge» в стандарте высокой чёткости (HD).
- 7 мая — Изменение логотипов и графического оформления телеканалов «Viasat Kino», «Viasat Kino Action», «Viasat Kino Comedy», «Viasat Kino Megahit» и «Viasat Kino World»[17].
- 19 мая — Изменение логотипа и графического оформления телеканала «ОТР».[источник?]
- 20 мая — Ребрендинг телеканала «Русский корабль» в «Плюс минус 16»[18].

### Июнь
- 23 июня — Прекращение вещания телеканала «Star Family» на территории Украины[19].

## Ожидаемые события

### Сентябрь
- 1 сентября — Переход международной версии телеканала «Пятница!» — «Пятница! International» на вещание в стандарте высокой чёткости (HD)[20].

### Без точной даты
- Закрытие или ребрендинг телеканала «БелРос»[21].